# جودي براون
جودي براون (بالإنجليزية: Judy Brown)‏ هي بروفيسورة نيوزيلندية، ولدت في 1956.